# Rémi Walter
Rémi Walter (Essey-lès-Nancy, Meurthe y Mosela, 26 de abril de 1995) es un futbolista francés. Se desempeña en la posición de centrocampista.

## Trayectoria
El 3 de agosto de 2013 jugó de titular el empate a cero goles contra el A. J. Auxerre. El 30 de agosto, anotó un gol en la derrota de local por 3:2 frente al Tours F. C. El 17 de enero de 2016, el jugador fue fichado por el Olympique de Niza. El monto de la transferencia no fue dado a conocer. En enero de 2018 fue cedido con opción a compra al Troyes A. C.
En enero de 2020 se marchó a Turquía tras fichar por el Yeni Malatyaspor. Allí estuvo hasta final de temporada para marcharse posteriormente a Estados Unidos para jugar en el Sporting Kansas City desde la temporada 2021.

## Estadísticas
| Club                      | Temporada           | Liga | Liga | Liga | Copas nacionales * | Copas nacionales * | Copas nacionales * | Copas internacionales ** | Copas internacionales ** | Copas internacionales ** | Total | Total | Total |
| Club                      | Temporada           | PJ   | G    | A    | PJ                 | G                  | A                  | PJ                       | G                        | A                        | PJ    | G     | A     |
| ------------------------- | ------------------- | ---- | ---- | ---- | ------------------ | ------------------ | ------------------ | ------------------------ | ------------------------ | ------------------------ | ----- | ----- | ----- |
| A. S. Nancy Francia       | 2013-14             | 28   | 2    | 1    | 3                  | 1                  | 0                  | -                        | -                        | -                        | 31    | 3     | 1     |
| A. S. Nancy Francia       | 2014-15             | 31   | 1    | 1    | 2                  | 0                  | 0                  | -                        | -                        | -                        | 33    | 1     | 1     |
| A. S. Nancy Francia       | 2015-16             | 12   | 0    | 0    | 1                  | 0                  | 0                  | -                        | -                        | -                        | 13    | 0     | 0     |
| A. S. Nancy Francia       | Total               | 71   | 3    | 2    | 6                  | 1                  | 0                  | 0                        | 0                        | 0                        | 77    | 4     | 2     |
| Olympique de Niza Francia | 2015-16             | 12   | 0    | 0    | 1                  | 0                  | 0                  | -                        | -                        | -                        | 13    | 0     | 0     |
| Olympique de Niza Francia | 2016-17             | 22   | 0    | 1    | 0                  | 0                  | 0                  | 4                        | 0                        | 0                        | 26    | 0     | 1     |
| Olympique de Niza Francia | 2017-18             | 7    | 1    | 0    | 0                  | 0                  | 0                  | 5                        | 0                        | 0                        | 12    | 1     | 0     |
| Olympique de Niza Francia | Total               | 41   | 1    | 1    | 1                  | 0                  | 0                  | 9                        | 0                        | 0                        | 51    | 1     | 1     |
| Troyes A. C. Francia      | 2017-18             | 13   | 0    | 1    | 2                  | 0                  | 0                  | -                        | -                        | -                        | 15    | 0     | 1     |
| Troyes A. C. Francia      | Total               | 13   | 0    | 1    | 2                  | 0                  | 0                  | 0                        | 0                        | 0                        | 15    | 0     | 1     |
| Total en su carrera       | Total en su carrera | 125  | 4    | 4    | 9                  | 1                  | 0                  | 9                        | 0                        | 0                        | 143   | 5     | 4     |

- (*) Copa de la Liga de Francia y Copa de Francia.
- (**) Liga Europa de la UEFA y Liga de Campeones de la UEFA.